# Ouvrir la voix
Pour plus de détails, voir Fiche technique et Distribution.
Ouvrir la voix est un documentaire français réalisé en 2014 par Amandine Gay, sorti en salles en 2017.

## Synopsis
Le documentaire filme, sans voix off, 24 femmes noires issues de l'histoire coloniale européenne en Afrique et aux Antilles. Il  traite de leur expérience de la différence en tant que femme noire et des clichés qui leur sont associés en tant que « femme » et « noire » dans une optique à l'intersection des différentes discriminations.
« Les intervenantes sont avant tout des personnes que je connaissais : des femmes issues du monde artistique, des femmes avec qui j’ai étudié, des amies d’amies. Et puis, un recrutement plus large a été possible grâce aux réseaux sociaux : Twitter d’abord, mais aussi des blogs comme Parlons des Femmes Noires ou DollyStud, qui ont relayé mes appels à participantes. »
La narration glisse d’un thème à l’autre et construit un récit en deux temps : être une femme noire dans un milieu blanc puis être une femme noire dans un milieu noir.
Pour la réalisatrice, « C’est avant tout un film qui donne l’opportunité à celles qui sont habituellement racontées ou silencées, de se raconter et d’être en charge de leur représentation à l’écran. C’est aussi un film qui suit un double mouvement: mettre en lumière notre expérience commune -celle de minoritaires au sein des anciennes puissances coloniales dont nous sommes issues-, tout en rappelant l’hétérogénéité et la grande diversité des communautés afro-descendantes. »

## Fiche technique
- Réalisation : Amandine Gay
- Photographie : Enrico Bartolucci
- Montage : Amandine Gay et Enrico Bartolucci
- Son : Enrico Bartolucci
- Production : Amandine Gay et Enrico Bartolucci
- Société de production : Bras de Fer Production et Distribution
- Pays de production :  France
- Langue originale : français
- Genre : documentaire
- Durée : 122 minutes
- Format : couleur
- Dates de sortie[3] :
  - France : 11 octobre 2017
  - Suisse : 1er novembre 2017
  - Belgique : 29 novembre 2017
  - Canada : 2 février 2018

## Distribution
- Aiss Berg
- Amelia Ewu
- Eléonore
- Fania Noël
- Fanny aka Thisiskyemis
- Laura aka Mrsoots
- Maboula Soumahoro
- Many Chroniques
- Marie Leda
- Marie Julie Chalu
- Merci Michel
- Nass
- Ndella Paye
- Ornella aka Loulou
- Po B.K Lomani
- Rachel Khan
- Rébecca Chaillon
- Sabine Pakora
- Sandra
- Sandra Sainte Rose
- Fanchine
- Sharone
- Taina
- Thara
- Zina

## Autour du film

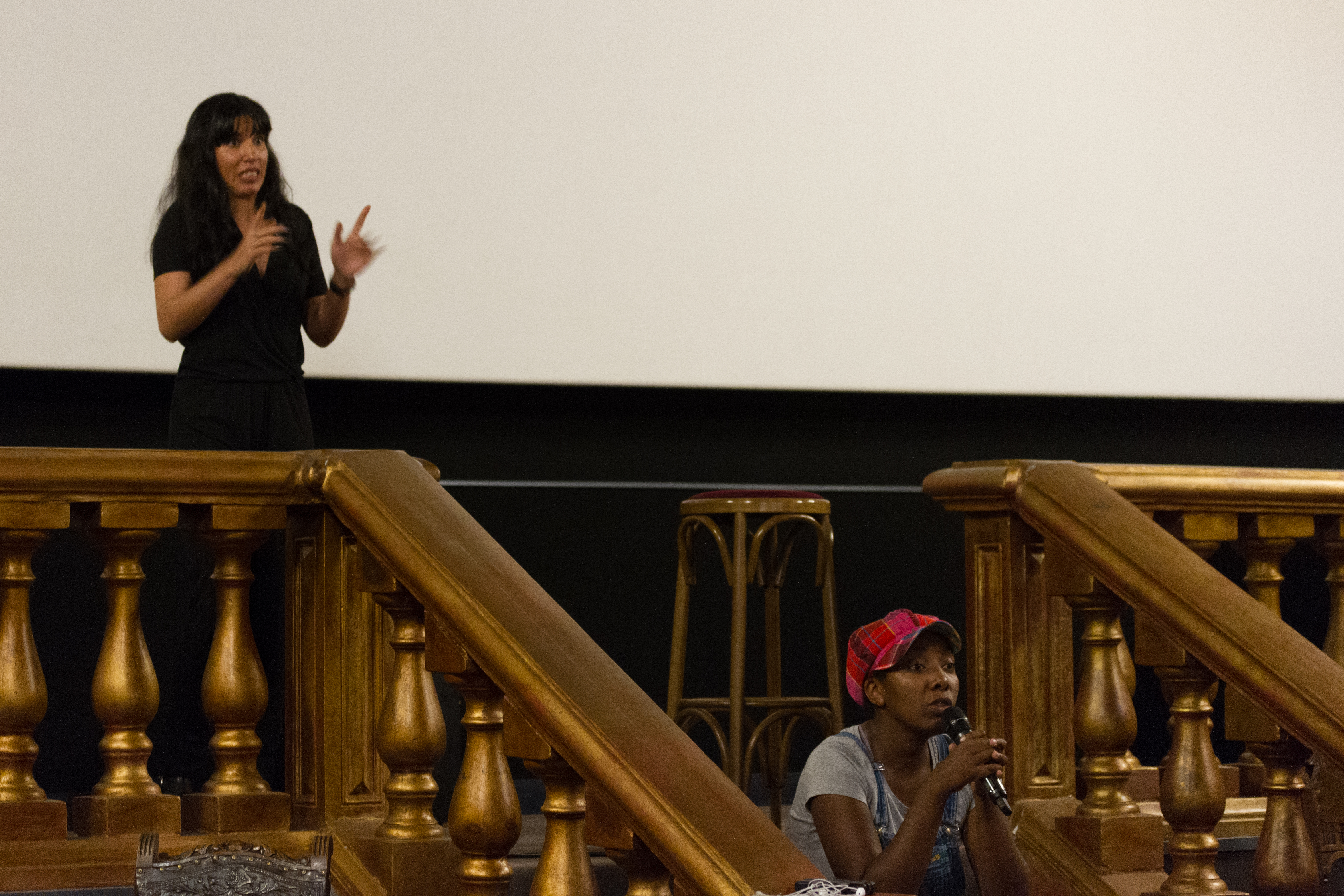
Projection-débat à l'American Cosmograph de Toulouse, traduite en simultanée en langue des signes, novembre 2017.

La réalisatrice explique « On ne peut jamais se fondre dans la masse, être invisibles, c’est-à-dire ne pas être une source de curiosité ou d’angoisse pour l’autre. Nous sommes toujours en alerte, car si l’on oublie qu’on est noire, on va nous le rappeler de manière extrêmement violente. Pour ceux qui grandissent dans un milieu où être blanc est la norme, il est extrêmement difficile de comprendre ce que vivent les Noirs en France ». Elle pense que « ce film va être très violent pour la communauté noire. D’abord parce que, lorsque l’on est victime, on peut être dans le déni de ce que l’on vit et que l’on n’a pas envie que l’on nous renvoie justement cette image de victime. Mais aussi parce que si nous voulons nous décoloniser, nous devons aborder les sujets tabous au sein de notre propre communauté, comme l’homosexualité par exemple, et interroger la normativité sexuelle et genrée. Oui les mouvements afrocentristes sont hyper machistes ».
Non retenu dans le programme d'aide à la réalisation du CNC (« Je ne voulais pas faire de procès d’intentions. Alors j’ai fait un beau dossier de demande de subvention. Comme ça, quand le CNC a refusé, j’ai pu dire « ce genre de films ne trouve pas de financements ». Mais je n’ai jamais pensé qu’ils allaient me donner de l’argent »), le film est financé partiellement par un financement participatif à hauteur de 17 000 € et par un investissement personnel. De 2014 à 2016, Amandine Gay aidée de son compagnon travaille aux postes de productrice, réalisatrice, monteuse, distributrice et chargée de communication mais lance un appel au financement participatif pour la postproduction car « on ne peut plus le faire chez nous car nous n’avons ni les compétences, ni le matériel pour tester le film en conditions salle de cinéma. » En 2017, le documentaire reçoit le Out d'or de la création artistique et le Prix du Public aux Rencontres Internationales du Documentaire de Montréal.
Le film encourage la réalisation de l'essai Noire n'est pas mon métier (œuvre collective coordonnée par l'actrice Aïssa Maïga) sur la représentation des actrices noires dans le cinéma français.